# Emily Armstrong

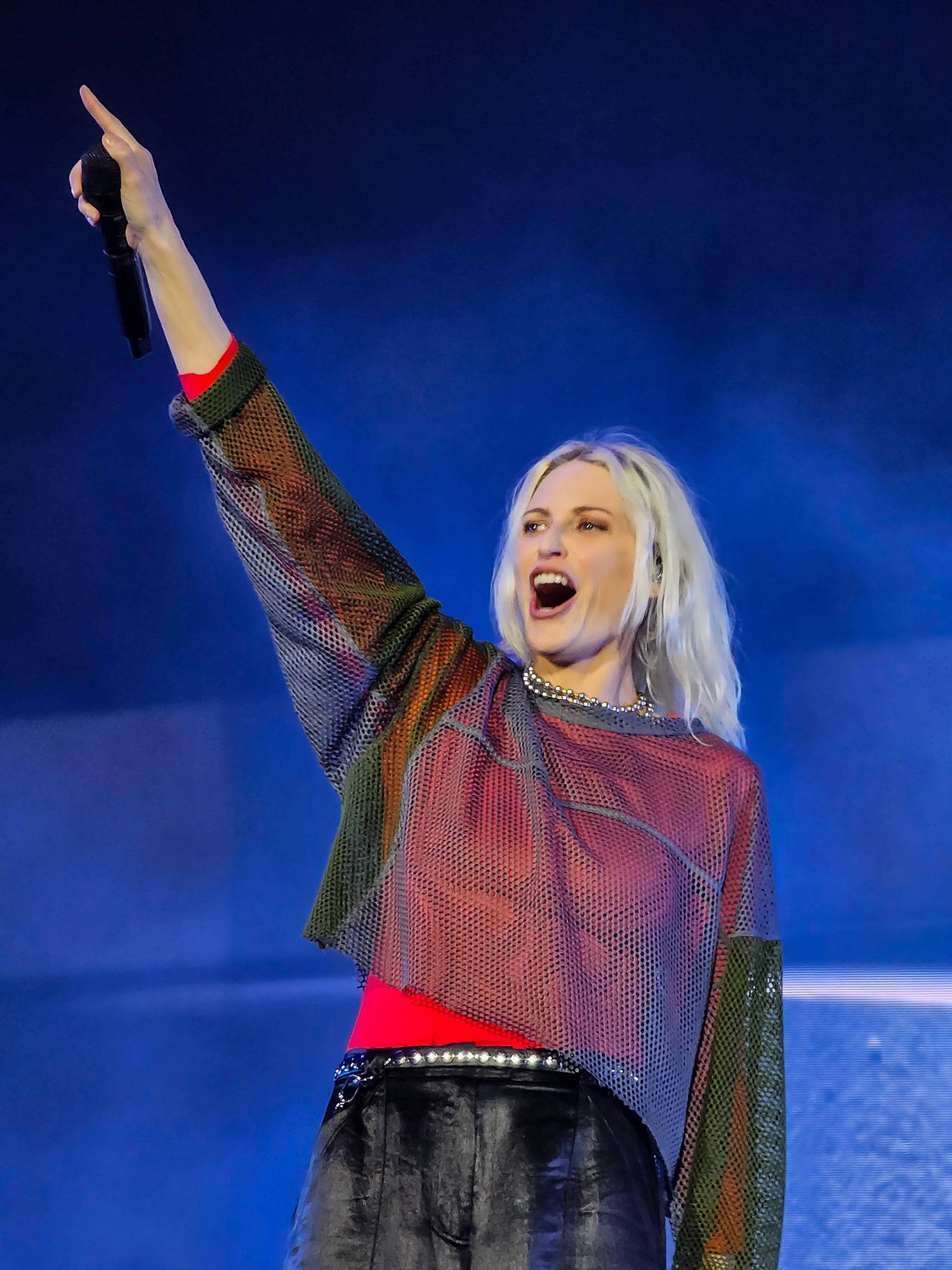
Emily Armstrong (2024)

Emily Marcia Armstrong (* 6. Mai 1986 in Los Angeles) ist eine US-amerikanische Musikerin. Sie ist Gründungsmitglied der Rockband Dead Sara und seit 2024 Sängerin von Linkin Park.

## Werdegang

### Musikalische Karriere
Im Jahr 2002 gründete sie zusammen mit Siouxsie Medley die Gruppe Epiphany, in der Armstrong die Rollen der Sängerin und Gitarristin übernahm. In Dead Sara umbenannt, veröffentlichte man drei Studioalben. Die Single Weatherman wurde vom US-Onlinemagazin Loudwire zum besten Rocksong 2012 gekürt. Im Jahr 2010 war Armstrong auf dem Hole-Album Nobody’s Daughter als Backgroundsängerin zu hören. Sie schrieb die Lieder Bones und Help Me für Demi Lovatos 2022 erschienenem Album Holy Fvck.

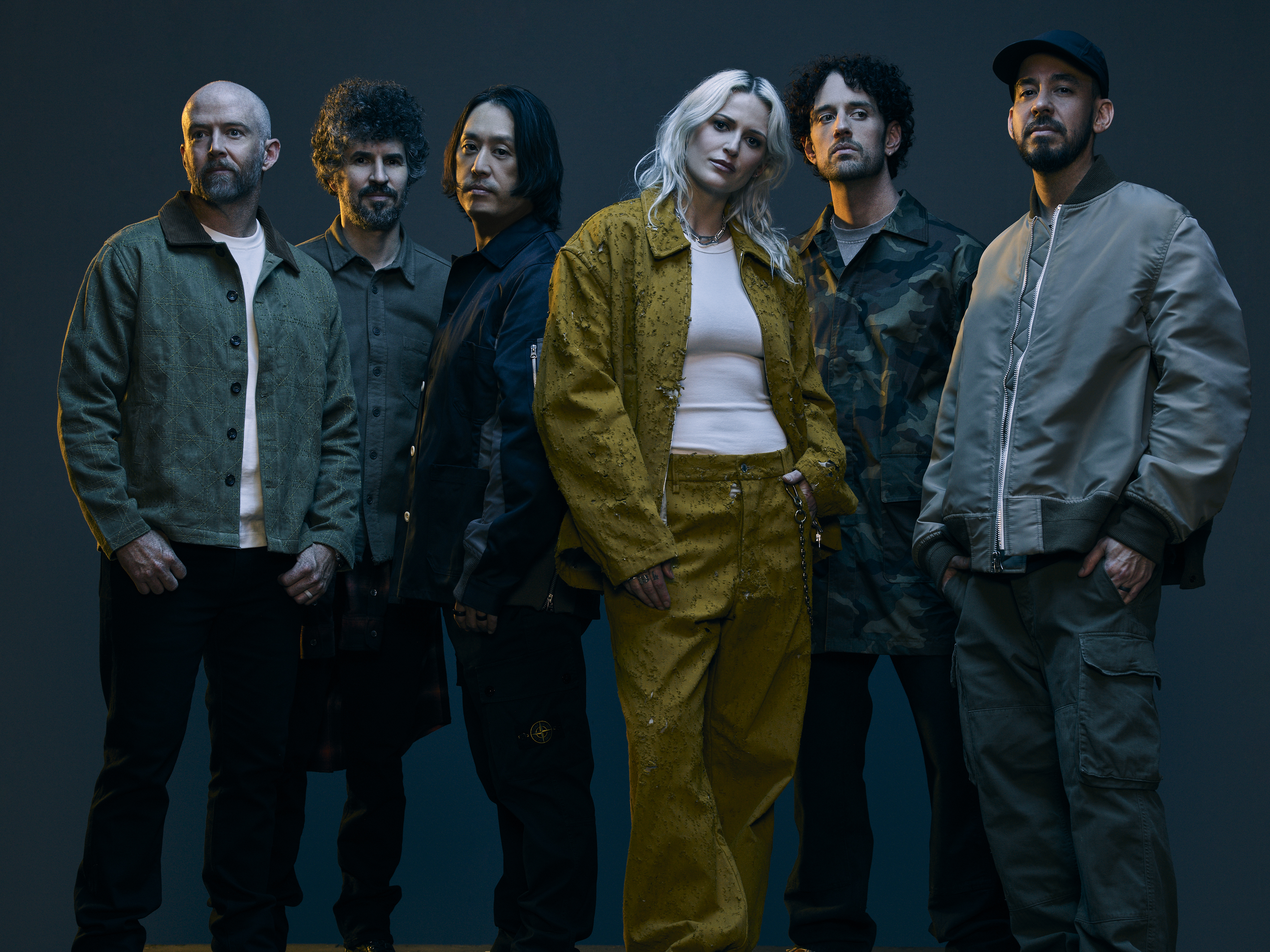
Linkin Park 2024

Am 5. September 2024 gab Linkin Park im Rahmen eines Live-Auftritts das Comeback nach dem Tod Chester Benningtons im Jahr 2017 bekannt. Im Zuge dessen wurde Armstrong als neue Sängerin vorgestellt und parallel die Single The Emptiness Machine veröffentlicht, auf der sie neben Mike Shinoda zu hören ist.

### Persönliches
Armstrong wuchs in Los Angeles auf und begann mit elf Jahren, Gitarre zu spielen und Lieder zu schreiben. Vier Jahre später begann sie zu singen. Sie verließ die High School ohne Abschluss, um eine Karriere als Rockmusikerin einzuschlagen.

## Diskografie

### Linkin Park
- 2024: From Zero